# インポッシビリズム
インポッシビリズム（英：Impossibilism、不可能主義）は、ポッシビリズム（英：Possibilism、可能主義）の対義語であり、マルクス主義の1つの解釈である。資本主義の改良主義では限界があると考え、社会主義を実現する信頼できる方法論による革命的な政治行動を主張する。

## 概要
その概念は定義はされていないが、アメリカのマルクス主義者研究者の ダニエル・デ・レオン によって紹介され広まり、その基礎理論はサンディカリズムへの関心より生まれた。それは、資本主義社会の政府の下で、社会主義者はどうすれば良いかという疑問に集約された。1900年の第二インターナショナルのパリ会議で、政府や政治に参加して妥協も行う人々は自分たちをポッシビリスト(Possibilists、漸進主義的な改良者)と呼び、反対の特徴を持つ人々はインポッシビリスト(Impossibilists)と呼ばれるようになった。
インポッシビリズムは20世紀初期にカナダの社会主義者のE.T. Kingsleyによってブリティッシュコロンビア州で広まった。彼の何人かのメンバーによるカナダ社会党は、1901年から1910年の期間の州議会で当選した。
またインポッシビリズムは、イギリス社会党 (SPGB)はじめとする世界社会主義運動の理論や実践の基礎ともなった。

## 参照
1. ↑  Marxists.org, Enclopedia of Marxism: Impossibilism